# Sørum
Sørum was een gemeente in de Noorse provincie Akershus. De gemeente telde 17.655 inwoners in januari 2017. De gemeente werd per 1 januari 2020 samengevoegd met de gemeente Skedsmo tot de nieuwe gemeente Lillestrøm in de provincie Viken

## Ligging

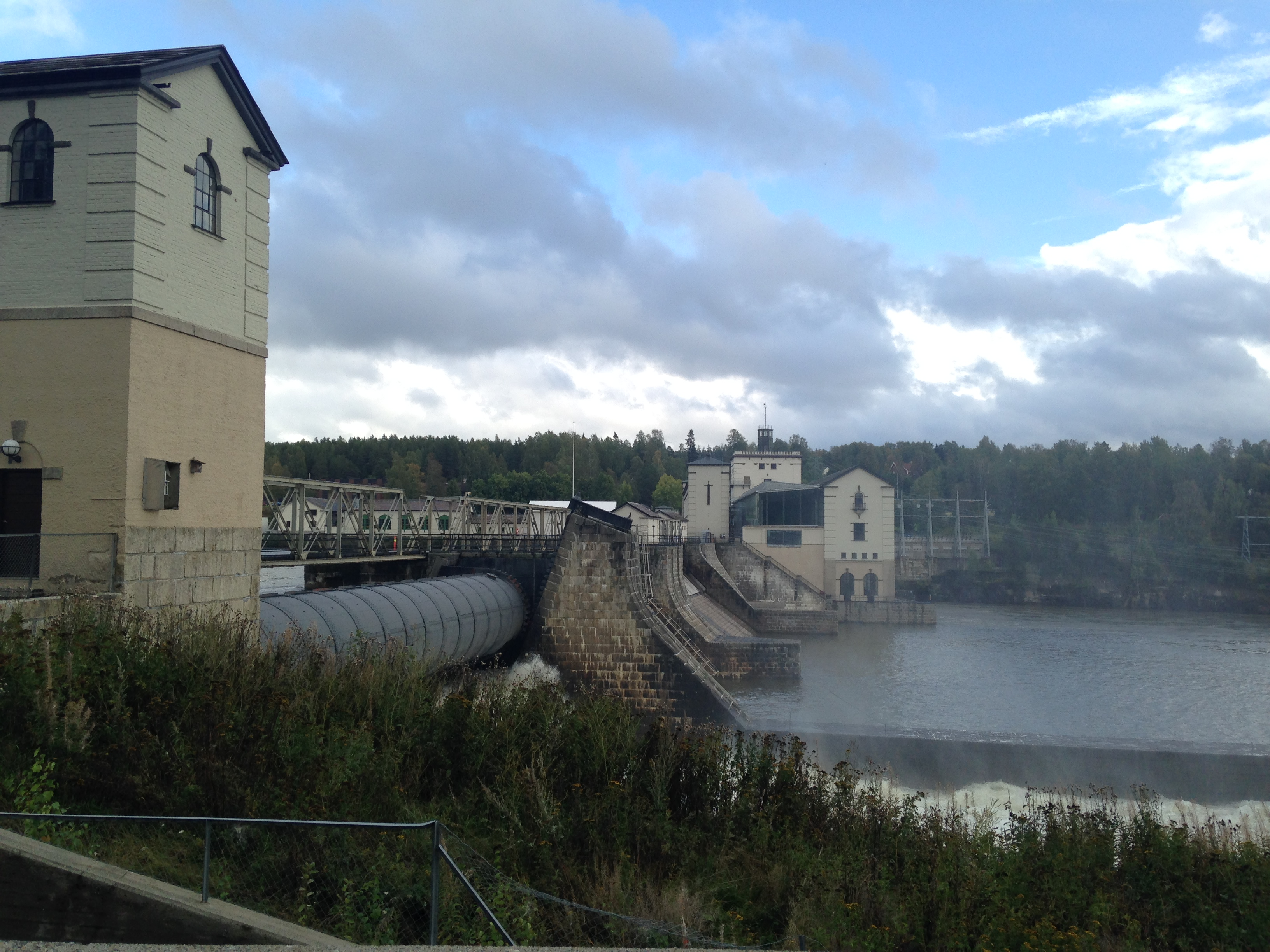
waterkrachtcentrale in Ranasfoss

De gemeente ligt in het oosten van Akershus. Met de klok mee grenst Sørum aan Ullensaker, Nes, Aurskog-Høland, Fet, Skedsmo en Gjerdrum. 
Sørum wordt doorkruist door twee spoorlijnen, de lijn van Oslo naar Eidsvoll, waaraan Frogner en Lindeberg liggen, en de lijn van Oslo naar Kongsvinger, waaraan Sørumstrand ligt. Min of meer parallel aan de spoorlijnen lopen de belangrijkste wegverbindingen. Naar het noorden de E6, die de gemeente met Oslo en Hamar verbindt, en in het zuiden langs Sørumsand Fylkesvei 172.
De gemeente wordt doorsneden door de rivier de Glomma. Bij Ranasfoss en Bingsfossen zijn stuwdammen gebouwd.

## Plaatsen in de gemeente

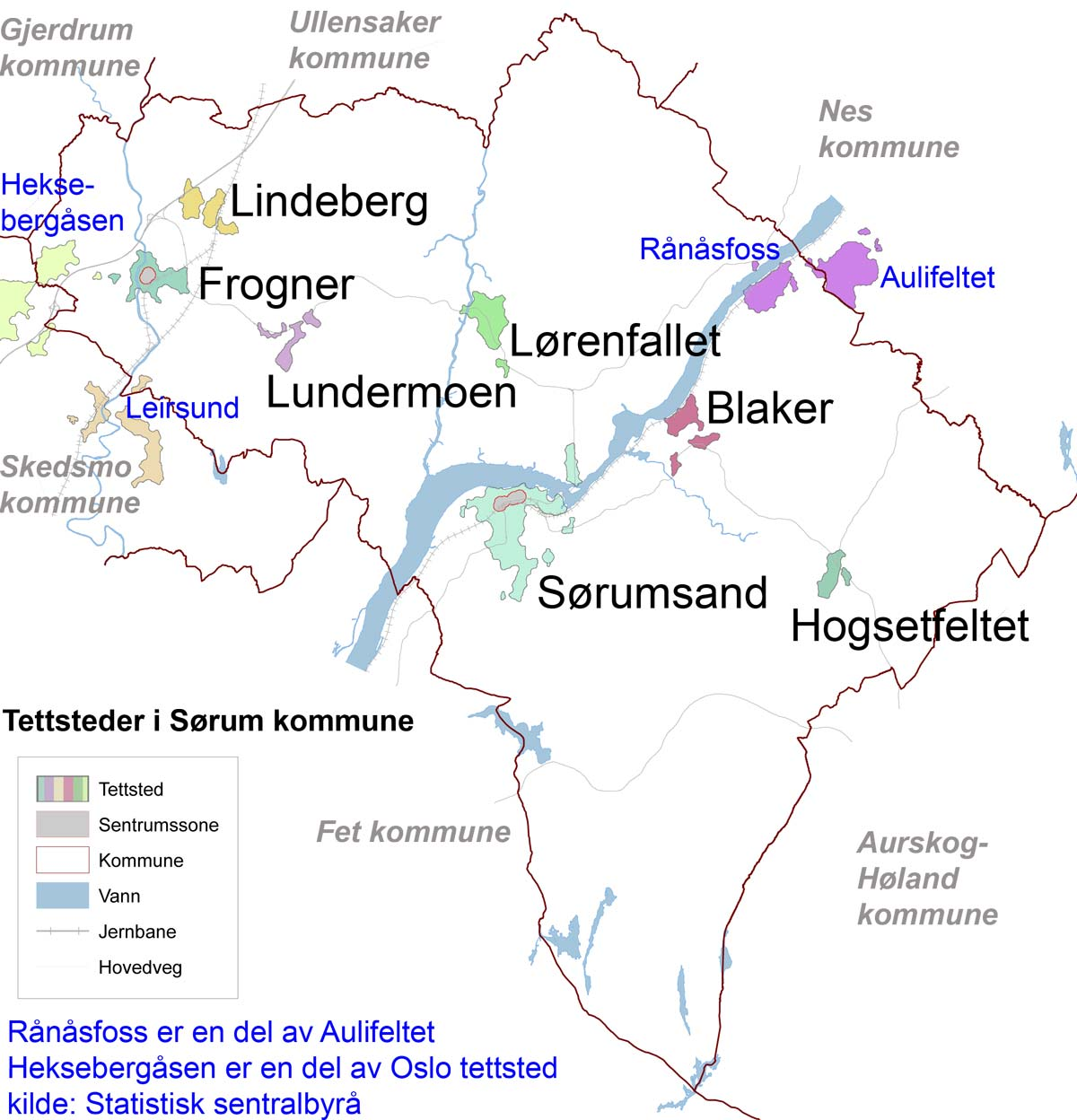
kaart van de gemeente

- Frogner
- Hogsetfeltet
- Lindeberg
- Lørenfallet
- Lundermoen
- Sørumsand

Ås · Asker · Aurskog-Høland · Bærum · Eidsvoll · Enebakk · Frogn · Gjerdrum · Hurdal · Jevnaker · Lillestrøm · Lørenskog · Lunner · Nannestad · Nes · Nesodden · Nittedal · Nordre Follo · Rælingen · Ullensaker · Vestby

Voormalige gemeentes: Fet · Oppegård · Skedsmo · Ski · Sørum